# Código de área 415

Mapa de los códigos de áreas en California, mostrando en azul y en rojo el 415.

415 es el código de área estadounidense que abastece principalmente a la ciudad de San Francisco, al igual que las ciudades vecinas de Brisbane y Daly City; además de otras ciudades en el condado de Marin (cruzando el Puente Golden Gate al norte), en el estado de California. El código de área 415 fue uno de los primeros tres prefijos telefónicos en California, establecidos en 1947. Originalmente, cubría la zona central de California, al sur del código de área 916 y al norte del código de área 213.
El 1 de marzo de 1959, se dividió en tres partes el código de área 415 en la cual se crearon dos nuevos prefijos: 707 para el Norte de la Bahía (excluyendo al condado de Marin) y el 408 para el Sur de la Bahía.
El 2 de septiembre de 1991, el código de área 415 fue dividido otra vez: 510 para Oakland y el Este de la Bahia.
El 2 de agosto de 1997, el código de área 415 fue dividido una vez más para crear otro: El código de área 650 para San Francisco (excluyendo una pequeña área al este del San Francisco Golf Club, luego cambiado a 650). Mientras que el condado de Marin, al igual que partes de Brisbane y Daly City, mantuvieron el código 415, al resto de la región se le asignó el código de área 650.

## Localidades abastecidos por el código de área 415

### Ciudad y condado de San Francisco
- San Francisco

### Condado de Marin
- Bel Marin Keys
- Belvedere
- Black Point-Green Point
- Bolinas
- California Park
- Corte Madera
- Dogtown
- Fairfax
- Greenbrae
- Inverness Park
- Inverness
- Kentfield
- Lagunitas-Forest Knolls
- Larkspur
- Lucas Valley-Marinwood
- Manor
- Manzanita
- Marconi
- Marin City
- Marshall
- McNears Beach
- Meadowsweet
- Mill Valley
- Millerton
- Muir Beach
- Nicasio
- Novato
- Olema
- Paradise Cay
- Point Reyes Station
- Ross
- San Anselmo
- San Geronimo
- San Quentin
- San Rafael
- Santa Venetia
- Sausalito
- Sleepy Hollow
- Stinson Beach
- Strawberry
- Tamalpais-Homestead Valley
- Tiburón
- Woodacre

### Condado de San Mateo
- Brisbane
- Daly City